# Phonophilus portentosus
Phonophilus portentosus Ehrenberg, 1831 è un ragno appartenente alla famiglia Lycosidae.
È l'unica specie nota del genere Phonophilus.

## Distribuzione
L'unica specie oggi nota di questo genere è stata rinvenuta in Libia.

## Tassonomia
Di questo esemplare non vi è più niente, a parte la descrizione datane da Ehrenberg che lo definì in modo generico come Habitus Lycosaea, cioè: che ha l'aspetto di un Lycosidae. L'aracnologo Bonnet, nel recuperare questa descrizione, lo sistemò nelle Lycosidae; va però detto al riguardo che gli occhi sono definiti come posti in due righe trasversali e parallele, pattern oculare che si adatta maggiormente alla descrizione di un ragno appartenente alle Sparassidae.
Dal 1831 non sono stati esaminati altri esemplari, né sono state descritte sottospecie al 2017.